# Саутин, Иван Васильевич
Иван Васильевич Саутин (8 января 1903, деревня Торово, Новгородская губерния — 24 августа 1975, Москва) — государственный деятель.

## Образование
- 1924 — Череповецкий педагогический техникум
- 1931 — Ленинградский педагогический институт им. А. И. Герцена
- 1931—1933 — Государственная академия истории материальной культуры, аспирант (преподает в Пединституте и Ленинградском институте точной механики и оптики)
- 1935—1938 — Институт красной профессуры, слушатель.
  - Кандидат экономических наук, доцент.

## Биография
1920—1924 — работал на сплаве леса и одновременно учился
1924—1926 — служил в РККА в 1-й отдельной авиаэскадрильи истребителей
1926—1928 — заведующий школой подростков, затем школой семилеткой в Вологодской области
1933—1937 — заместитель директора по учебной части и заведующий кафедрой политэкономии Ленинградского отделения института массового заочного обучения партактива при ЦК ВКП(б)
1937—1938 — заместитель директора Института красной профессуры по учебной части
1938—1940 — начальник Центрального управления народнохозяйственного учета (ЦУНХУ) Госплана СССР, одновременно с марта 1938 года заместитель Председателя Госплана СССР
1940—1941 — директор Плановой академии
1941—1942 — директор Института советской кооперативной торговли Центросоюза
1942—1943 — начальник Управления подготовки кадров Центросоюза
1943—1945 — заведующий кафедрой политической экономии Московского института цветных металлов и золота
1944—1946 — заведующий отделом пропаганды и агитации Ленинского райкома ВКП(б) Москвы
1946—1948 — заместитель заведующего отделом пропаганды и агитации Московского областного комитета ВКП(б)
1948—1950 — ответственный редактор газеты «Московская правда»
1950—1953 — заведующий кафедрой политэкономии Высшей торговой школы Министерства торговли СССР
1953—1955 — заместитель начальника планово-экономического управления Министерства торговли СССР
1955—1957 — начальник научно-информационного отдела Государственного комитета Совета Министров СССР по вопросам труда и заработной платы (Госкомтруд СССР)
1957—1962 — начальник отдела международных связей Государственного комитета Совета Министров СССР по вопросам труда и заработной платы
- С апреля 1962 года — персональный пенсионер союзного значения.

## Партийная и общественная жизнь
- Член КПСС с марта 1927 года
- Избирался депутатом Верховного Совета РСФСР I созыва

Принимал участие в организации Всесоюзной переписи населения 1939 года

## Награды
- Орден Ленина
- Орден Трудового Красного Знамени